# Ingenuity
Ingenuity (pol. Pomysłowość) – bezzałogowy wiropłat należący do NASA, który działał na Marsie w latach 2021–2024 w ramach misji Mars 2020. Ingenuity wykonał swój pierwszy lot 19 kwietnia 2021 roku, demonstrując, że lot jest możliwy w niezwykle cienkiej atmosferze Marsa i stał się pierwszym statkiem powietrznym, który wykonał kontrolowany lot pozaziemski. Został zaprojektowany przez Jet Propulsion Laboratory we współpracy z AeroVironment, Centrum Badawczym imienia Josepha Amesa i Langley Research Center, z niektórymi komponentami dostarczonymi przez Lockheed Martin, Qualcomm i SolAero.
Ingenuity został przetransportowany na Marsa 18 lutego 2021 roku poprzez przymocowanie go do spodu łazika Perseverance, który wylądował w pobliżu zachodniej krawędzi krateru Jezero. Ponieważ sygnały radiowe potrzebują od pięciu do 20 minut, aby podróżować między Ziemią a Marsem, w zależności od pozycji planet, nie można było sterować Ingenuity bezpośrednio w czasie rzeczywistym, zamiast tego wiropłat latał autonomicznie, wykonując wcześniej opracowane i przesłane do niego plany lotu przez Jet Propulsion Laboratory.
Pierwotnie planowano wykonać tylko pięć lotów na powierzchni Marsa, ale ostatecznie Ingenuity ukończył 72 loty w ciągu prawie trzech lat. W trakcie operacyjnych lotów, Ingenuity badał obszary trudno dostępne dla łazika Perseverance. Odporność Ingenuity w trudnym marsjańskim środowisku znacznie przekroczyła oczekiwania, umożliwiając wykonanie znacznie większej liczby lotów niż pierwotnie planowano. W dniu 18 stycznia 2024 roku łopaty wirnika Ingenuity zostały uszkodzone podczas lądowania w trakcie 72. lotu, trwale uziemiając wiropłat. NASA ogłosiła zakończenie misji tydzień później. Ingenuity latał łącznie przez dwie godziny, 8 minut i 48 sekund w ciągu 1004 dni, pokonując ponad 17 kilometrów.

## Rozwój

### Koncepcja
Rozwój projektu, który ostatecznie został nazwany Ingenuity rozpoczął się w 2012 roku, kiedy dyrektor Jet Propulsion Laboratory, Charles Elachi odwiedził dział systemów autonomicznych, który już wtedy wykonywał prace koncepcyjne. W styczniu 2015 roku NASA zgodziła się sfinansować rozwój pełnowymiarowego prototypu pojazdu. Jet Propulsion Laboratory wraz z AeroVironment opublikowały w 2014 roku koncepcyjny projekt bezzałogowego wiropłata zwiadowczego, który miałby towarzyszyć łazikowi. W połowie 2016 roku wnioskowano o 15 milionów dolarów na kontynuację rozwoju wiropłatu.
Do grudnia 2017 roku modele inżynieryjne pojazdu zostały przetestowane w symulowanej atmosferze Marsa. Owe prototypowe modele były testowane w Arktyce, ale ich włączenie do misji nie zostało zatwierdzone ani sfinansowane.

### Zintegrowanie misji
W momencie kiedy misja Mars 2020 został zatwierdzony w lipcu 2014 roku, demonstracja lotu wiropłatu nie została uwzględniona w budżecie. Budżet federalny Stanów Zjednoczonych, który został ogłoszony w marcu 2018 roku, zapewnił 23 miliony dolarów przeznaczonych na wiropłat na okres jednego roku. 11 maja 2018 roku ogłoszono, że wiropłat zostanie opracowany i przetestowany na czas, aby mógł zostać włączony do misji Mars 2020. Wiropłat przeszedł szeroko zakrojone testy dynamiki lotu i środowiskowe. W sierpniu 2019 roku podjęto decyzję o jego przyszłym zamontowaniu na spodzie łazika Perseverance. NASA wydała około 80 milionów dolarów na budowę Ingenuity i około 5 milionów dolarów na obsługę wiropłatu.
W 2019 roku wstępne prototypy wiropłatu Ingenuity zostały przetestowane na Ziemi w symulowanych warunkach atmosferycznych i grawitacyjnych Marsa. Do testów wykorzystano dużą komorę próżniową do symulacji bardzo niskiego ciśnienia atmosfery Marsa – wypełnioną dwutlenkiem węgla do około 0,60% standardowego ciśnienia atmosferycznego panującego na Ziemi na poziomie morza, co odpowiada mniej więcej wiropłatowi lecącemu na wysokości 34 000 metrów w atmosferze ziemskiej. Aby móc zasymulować znacznie zmniejszone pole grawitacyjne Marsa (~38% ziemskiego), 62% ziemskiej grawitacji zostało zrównoważone przez linię ciągnącą prototyp w górę podczas testów. Do zapewnienia wiatru w komorze wykorzystano „ścianę wiatrową” składającą się z prawie 900 wentylatorów wykorzystywanych na co dzień do usuwania ciepłego powietrza z wnętrza obudowy komputerowej i przemieszczenia powietrza przez radiator.
W kwietniu 2020 roku wiropłat został nazwany Ingenuity przez Vaneezę Rupani, uczennicę 11. klasy Tuscaloosa County High School w Northport w stanie Alabama, która przesłała zgłoszenie do konkursu NASA „Name the Rover”. Wiropłat w fazie planowania znany był jako Mars Helicopter Scout, lub po prostu Mars Helicopter. Wiropłat był znany także jako Ginny i był tak nazywany równolegle z łazikiem Perseverance, który zyskał przydomek Percy. Pełnowymiarowy prototyp wiropłatu, który został wykorzystany do testów na powierzchni Ziemi został nazwany Earth Copter, a nieoficjalnie Terry.
Ingenuity został zaprojektowany przez Jet Propulsion Laboratory jako demonstrator technologiczny, którego celem byłaby ocena, czy taki pojazd może przeprowadzić bezpieczny lot na powierzchni Marsa, choć zanim Ingenuity został faktycznie zbudowany, naukowcy wyrazili nadzieję, że w wiropłat będzie w stanie zapewnić lepsze mapowanie terenu, które w przyszłości da kontrolerom misji więcej informacji, które mogą okazać się pomocne przy wyznaczaniu tras oraz unikaniu wszelkich zagrożeń. Opierając się na wynikach poprzednich łazików (między innymi Curiosity), założono, że przeprowadzenie proponowanego zwiadu lotniczego może umożliwić przyszłym łazikom bezpieczne pokonywanie nawet trzykrotnie większych odległości na jeden sol. Niestety jednak funkcja AutoNav zaimplementowana w łaziku Perseverance znacznie zmniejszyła tę przewagę, umożliwiając łazikowi pokonanie ponad 100 metrów na jeden sol.

## Sprzeciw
Pomysł włączenia wiropłatu do misji Mars 2020 spotkał się ze sprzeciwem kilku osób, a do końca 2010 roku kilku szefów NASA oraz naukowców i pracowników Jet Propulsion Laboratory argumentowało przeciwko włączeniu Ingenuity w skład misji Mars 2020. Przez trzy lata przyszły Ingenuity był rozwijany poza projektem Mars 2020 i jego budżetem. W 2018 roku kierownictwo NASA przyjęło zapewnienia, że dodanie wiropłatu nie zaszkodzi celom misji, główny naukowiec programu Mars 2020 Kenneth Farley, stwierdził: „Osobiście byłem temu przeciwny, ponieważ bardzo ciężko pracujemy nad poprawą wydajności misji, a spędzenie 30 dni na demonstracyjnej technologii nie wspiera tych celów bezpośrednio z naukowego punktu widzenia”. Farley był przekonany, że wiropłat odwraca uwagę od priorytetowych zadań naukowych, co było niedopuszczalne nawet przez krótki czas.
14 czerwca 2021 roku dyrektor programu eksploracji Marsa, Eric Ianson, oraz główny badacz Marsa Michael Meyer, zwrócili się bezpośrednio do wszystkich pracowników odpowiedzialnych za misję Mars 2020. Podczas krótkiego przemówienia ostrzegli pracowników, aby trzymali swój entuzjazm wywoływany przez Ingenuity pod kontrolą i skoncentrowali się na zbieraniu próbek. Tego samego dnia w przesłanym raporcie dla Planetarnego Komitetu Doradczego, wiropłat Ingenuity został wspomniany tylko i wyłącznie w czasie przeszłym. Pomimo tego wczesnego pesymizmu, Ingenuity okazał się zdolny do wyprzedzenia łazika Perseverance, głównie w trakcie drogi pod górę doliny marsjańskiego krateru Jezero.
Niewystarczająca ilość energii słonecznej podczas marsjańskiej zimy była głównym czynnikiem, który wpłynął na słabe wyniki operacyjne wiropłatu w drugiej połowie 2022 roku.

## Konstrukcja

### Budowa mechaniczna

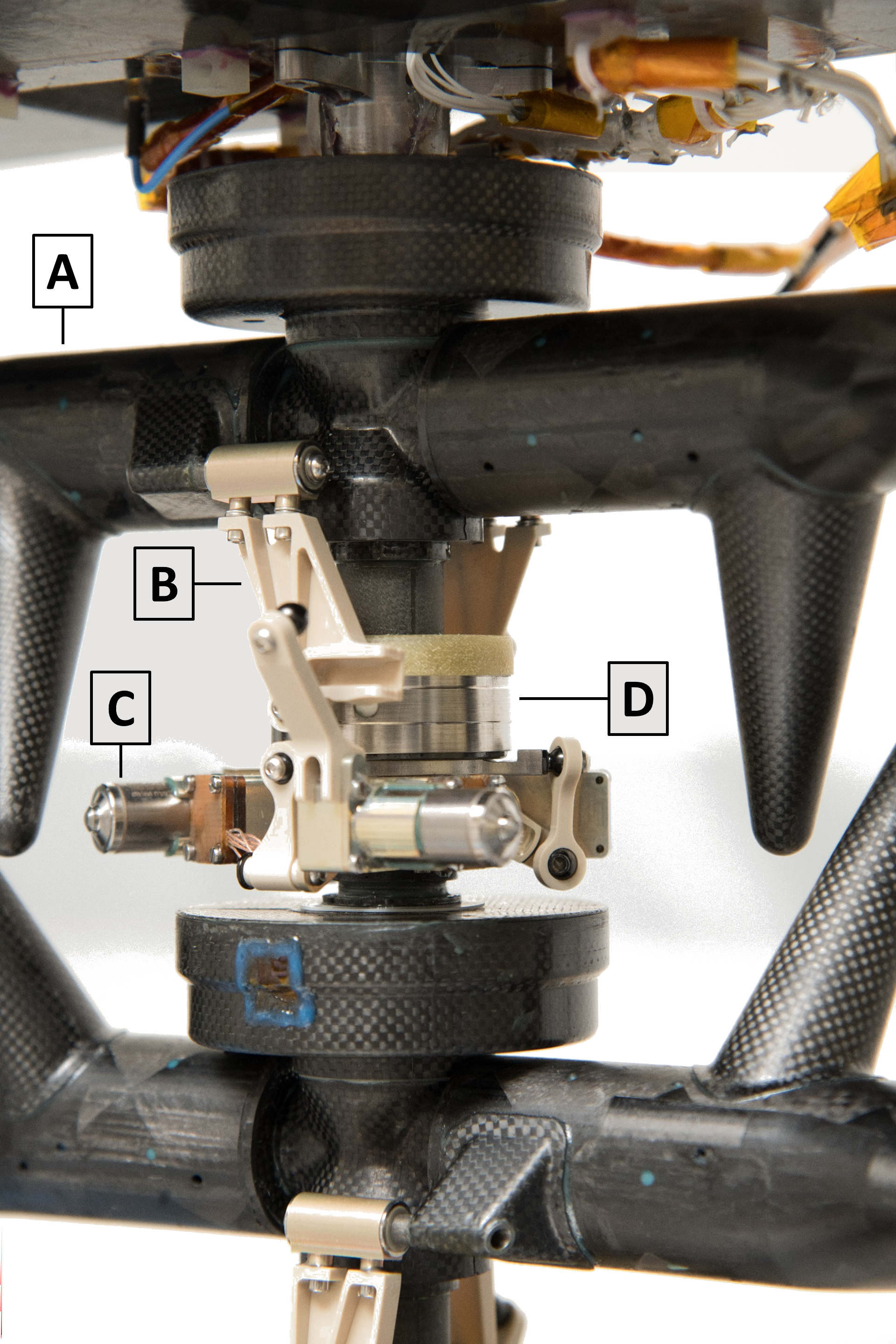
Układ górnej tarczy skrętnej Ingenuity A – łopata wirnika; B – łącznik skoku; C – serwomechanizm; D – tarcza skrętna

Ingenuity składa się z prostokątnego kadłuba o wymiarach 136 × 195 mm × 163 mm zawieszonego pod parą współosiowych przeciwbieżnych wirników o średnicy 1,21 metrów. Całość jest wsparta na czterech nogach do lądowania o średnicy 384 milimetrów każda. Posiada również panel słoneczny, który został zamontowany nad wirnikami w celu ładowania pokładowych akumulatorów. Cały wiropłat ma wysokość 0,49 metra. Niższa grawitacja Marsa oraz marsjańska atmosfera składająca się w 95% z dwutlenku węgla, znacznie utrudnia wiropłatowi wygenerowanie odpowiedniej siły nośnej. Aby utrzymać Ingenuity w powietrzu, wiropłat posiada specjalnie ukształtowane łopatki wirnika nośnego, które muszą obracać się z prędkością od 2400 do 2900 obrotów na minutę, czyli około 10 razy szybciej niż byłoby to potrzebne na Ziemi. Każdy z przeciwbieżnych wirników współosiowych śmigłowca jest kontrolowany przez oddzielną tarczę sterującą, która może wpływać zarówno na nachylenie zbiorcze, jak i cykliczne. Ingenuity został również skonstruowany zgodnie ze specyfikacjami statku kosmicznego, aby wytrzymać wibracje podczas startu i lądowania na Marsie bez uszkodzeń mechanicznych.

### Awionika
Ingenuity opiera się na różnych zestawach czujników zgrupowanych w dwie grupy. Górny zespół czujników znajduje się na maszcie, blisko środka masy wiropłatu, aby móc zminimalizować wpływ prędkości kątowych i przyspieszeń. Składa się z inercyjnej jednostki pomiarowej Bosch BMI-160 i inklinometru Murata SCA100T-D02. Dolny zespół czujników składa się z wysokościomierza Garmin LIDAR Lite v3, kamer i dodatkowej inercyjnej jednostki pomiarowej.
Ingenuity wykorzystuje panel słoneczny o wymiarach 425×165 mm do ładowania akumulatorów, które składają się z sześciu ogniw litowo-jonowych Sony o pojemności 35-40 Wh. Czas trwania lotu nie jest ograniczony dostępną mocą baterii, ale termiką – podczas lotu silniki napędowe nagrzewają się o 1 °C na sekundę, a cienka marsjańska atmosfera sprawia, że ciepło jest słabo rozpraszane. Wiropłat wykorzystuje procesor Qualcomm Snapdragon 801 z systemem operacyjnym Linux. Steruje on głównie algorytmem nawigacji wizualnej poprzez oszacowanie prędkości na podstawie cech terenu śledzonych przez kamerę nawigacyjną. Procesor Qualcomm jest połączony z dwoma odpornymi na promieniowanie kosmiczne mikrokontrolerami kontroli lotu w celu wykonywania niezbędnych funkcji kontrolnych.
System telekomunikacyjny składa się z dwóch identycznych radiotelefonów z anteną do wymiany danych między wiropłatem a łazikiem Perseverance. Łącze radiowe wykorzystuje protokoły komunikacyjne Zigbee o niskim poborze mocy, zaimplementowane za pośrednictwem chipsetów SiFlex 02 914 MHz zamontowanych w obu pojazdach. System telekomunikacyjny został zaprojektowany do przekazywania danych z prędkością 250 kbit/s na odległość do 1000 metrów. Antena dookolna jest częścią panelu słonecznego wiropłatu i waży 4 gramy.

### Kamery i fotografia

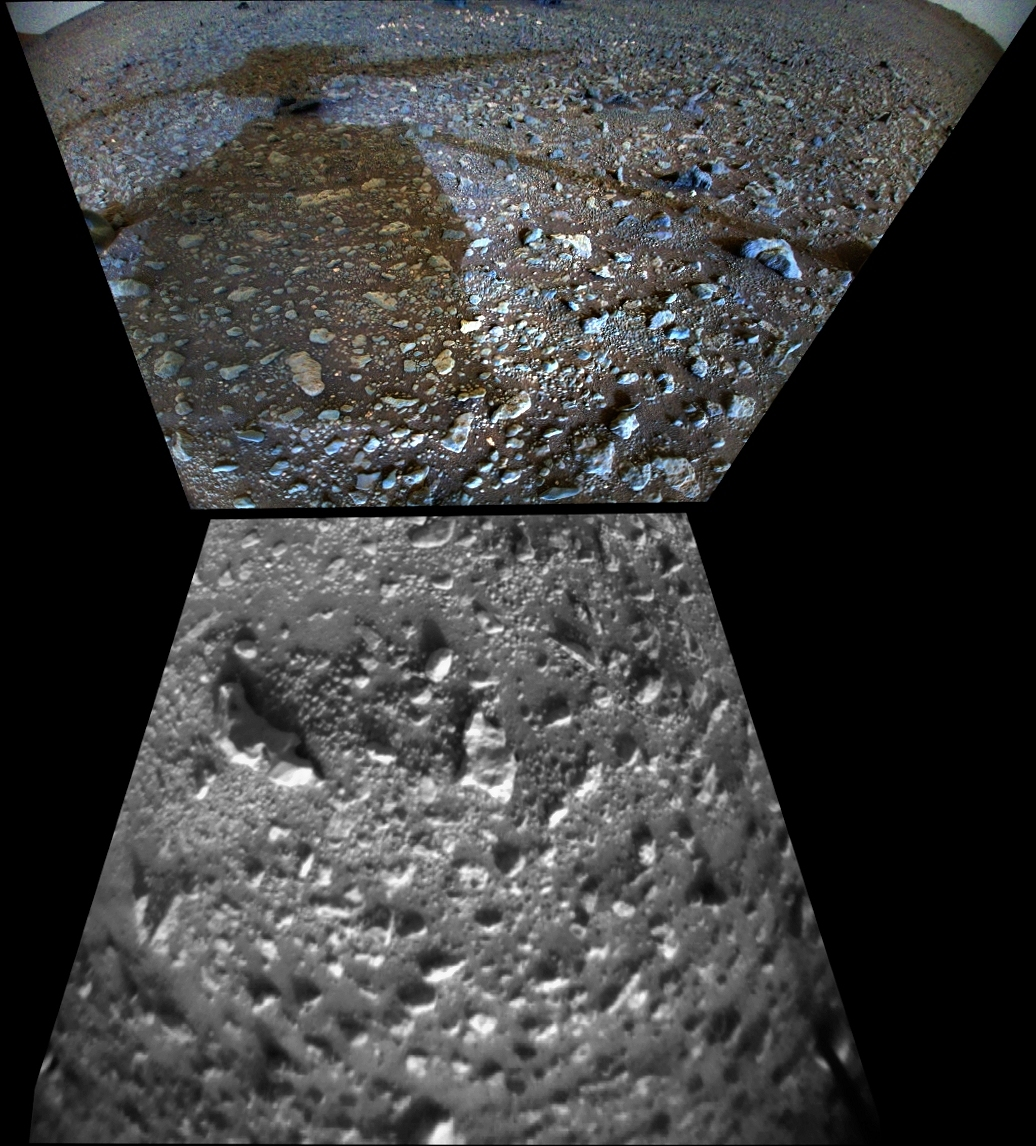
Połączenie dwóch zdjęć, jednym z kamery nawigacyjnej Ingenuity, a drugim z kamery kolorowej.

Ingenuity jest wyposażony w dwie komercyjne kamery: wysokiej rozdzielczości kamerę Return to Earth i kamerę nawigacyjną o niższej rozdzielczości. Kamera RTE składa się z Sony IMX214 o rozdzielczości 4208 × 3120 pikseli z wbudowanym układem filtrów kolorów Bayera oraz wyposażona w moduł optyczny O-film. Kamera NAV składa się z czujnika Omnivision OV7251 wykonującego zdjęcia w rozdzielczości 640 × 480 pikseli.
W przeciwieństwie do łazika Perseverance, Ingenuity nie posiada specjalnej kamery stereo do jednoczesnego wykonywania podwójnych zdjęć 3D. Wiropłat może jednak tworzyć takie obrazy, wykonując podwójne kolorowe zdjęcia tego samego terenu podczas unoszenia się w nieco przesuniętych pozycjach, jak podczas jedenastego lotu Ingenuity, lub wykonując przesunięte zdjęcie na odcinku powrotnym lotu w obie strony, tak jak w locie dwunastym.
Na stan września 2024 roku opublikowano łącznie 13 945 czarno białych zdjęć z pokładowej kamery nawigacyjnej wiropłatu Ingenuity, a także łącznie 608 kolorowych zdjęć pochodzących z kamery RTE.

### Oprogramowanie
Wiropłat wykorzystuje autonomiczne sterowanie podczas lotów, które są planowane i programowane przez operatorów w Jet Propulsion Laboratory. Komunikacja z łazikiem Perseverance następuje bezpośrednio przed i po każdym lądowaniu.
Oprogramowanie pokładowe Ingenuity może być zdalnie aktualizowane, co zostało wykorzystane kilka razy do poprawienia błędów w oprogramowaniu. Przed 34 lotem wiropłatu, oprogramowanie zostało zaktualizowane w celu uniknięcia zagrożeń podczas lądowania i skorygowania błędu nawigacji podczas lotu po nierównym terenie. Aktualizacja ta stała się konieczna, gdyż Ingenuity oddalił się od stosunkowo płaskiego terenu w pierwotnym miejscu lądowania do kierunku bardziej zróżnicowanego i potencjalnie niebezpieczniejszego terenu.

## Loty
Ingenuity w nocy z 19 na 20 lutego 2021 za pośrednictwem orbitera przekazał na Ziemię pierwsze po wylądowaniu na Marsie potwierdzenie, że funkcjonuje zgodnie z planem i czeka na swoje zadania.
Pierwszy lot Ingenuity planowano zrealizować 11 kwietnia 2021, ale w trakcie testów wykryto problemy techniczne, przez co podjęto decyzję o przełożeniu startu na 14 kwietnia, a później przedłużono to opóźnienie o kolejne dni. Ostatecznie start do pierwszego lotu odbył się 19 kwietnia: wiropłat wzniósł się na około 3 metry nad powierzchnię Marsa, lot trwał około 40 sekund wraz z procedurą bezpiecznego lądowania.
Kolejne loty realizowano w następnych tygodniach. Do 18 stycznia roku 2024 odbyło się ich 72. Lot 72 był ostatni z powodu uszkodzenia łopatki wirnika.
| Nr lotu | Podsumowanie                                                                                                  |
| ------- | --- |
| 1       | Pierwszy lot na innej planecie; lot w górę na wysokość 3 metrów, obrót o 96 stopni i lądowanie                |
| 2       | Pierwsze zdjęcia kolorowe; lot w górę na 5 m, obroty, lot w poziomie około 2 metry i powrót                   |
| 3       | Pierwsze oddalenie od miejsca lądowania; lot w górę, lot w poziomie około 50 metrów i powrót                  |
| 4       | Pierwsze nagranie dźwięku lotu przez Perseverance; pobicie rekordu dystansu pokonanego przez łazika           |
| 5       | Pierwsze lądowanie w nowym miejscu; lot w górę na 10 metrów, obrót, lot w poziomie 129 metrów                 |
| 6       | Błąd w systemie przetwarzania obrazów nawigacyjnych; udane lądowanie pomimo błędu                             |
| 7       | Lot 106 metrów na południe; kamera kolorowa nie robiła zdjęć z uwagi na błąd z 6 lotu                         |
| 8       | Lot 160 metrów na południe; kamera kolorowa nie robiła zdjęć z uwagi na błąd z 6 lotu                         |
| 9       | Rekord odległości przebytego dystansu – 625 metrów; lot nad nierównym terenem                                 |
| 10      | Rekord wysokości lotu – 12 metrów; zaliczenie 10 punktów nawigacyjnych w regionie Raised Ridges               |
| 11      | Przejście do nowego miejsca startu w regionie South Séítah                                                    |
| 12      | Zrobiono pięć par kolorowych zdjęć by stworzyć anaglify South Séítah                                          |
| 13      | Lot koncentrował się na jednej konkretnej grani w South Séítah                                                |
| 14      | Lot z większą prędkością wirników – 2700 rpm; zdjęcia nawigacyjne robione z rekordową częstością 7 fps        |
| 15      | Lot 407 m na południowy wschód; lądowanie w nowym miejscu                                                     |
| 16      | Lot 116 m na północny wschód; lądowanie w nowym miejscu                                                       |
| 17      | Lot 187 m na północny wschód; utrata łączności podczas lądowania                                              |
| 18      | Lot 230 m na północny wschód; lądowanie w nowym miejscu                                                       |
| 19      | Lot 63 m na północny wschód; lądowanie w miejscu startu lotu numer 9                                          |
| 20      | Lot 391 m na północny zachód; lądowanie w nowym miejscu                                                       |
| 21      | Lot 370 m na północny zachód                                                                                  |
| 22      | Lot 68 m na północny wschód                                                                                   |
| 23      | Lot 358 m na północ                                                                                           |
| 24      | Lot 47 m na północny zachód; redukcja prędkości wirników do 2537 rpm; start pół godziny wcześniej – 9:30 LMST |
| 25      | Lot 704 m na północny zachód; rekord długości lotu i prędkości – 5.5 m/s                                      |
| 26      | Lot 360 m na południe                                                                                         |
| 27      | Lot 307 m na zachód                                                                                           |
| 28      | Lot 418 m na zachód                                                                                           |
| 29      | Lot 179 m na południowy zachód                                                                                |
| 30      | Lot 2 m na zachód                                                                                             |
| 31      | Lot 97 m na zachód                                                                                            |
| 32      | Lot 94 m na zachód                                                                                            |
| 33      | Lot 111 m na zachód                                                                                           |
| 34      | Lot testowy na 5 metrów w górę po wgraniu nowego oprogramowania                                               |
| 35      | Lot na rekordową wysokość 14 metrów i odległość 15 metrów                                                     |
| 36      | Lot na odległość 55 metrów na zachód i powrót do miejsca startu                                               |
| 37      | Lot 62 m na północny zachód                                                                                   |
| 38      | Lot 110 m na północny zachód                                                                                  |
| 39      | Lot 140 m na północny wschód i z powrotem                                                                     |
| 40      | Lot 178 m na północny zachód                                                                                  |
| 41      | Lot 183 m na północny zachód i z powrotem                                                                     |
| 42      | Lot 248 m na północny zachód                                                                                  |
| 43      | Lot 390 m na północny zachód                                                                                  |
| 44      | Lot 334 m na północny zachód                                                                                  |
| 45      | Lot 496 m na północny zachód                                                                                  |
| 46      | Lot 445 m na południowy zachód                                                                                |
| 47      | Lot 440 m na południowy zachód                                                                                |
| 48      | Lot 398 m na północny zachód                                                                                  |
| 49      | Lot 282 m; rekord wysokości lotu – 16 m                                                                       |
| 50      | Lot 322 m; rekord wysokości lotu – 18 m                                                                       |
| 51      | Lot 188 m na zachód                                                                                           |
| 52      | Lot 363 m na zachód                                                                                           |
| 53      | Lot 142 m na północ z planowanych 203 m; brak zdjęć z lotu                                                    |
| 54      | Lot w górę na 5 metrów                                                                                        |
| 55      | Lot 264 m na zachód                                                                                           |
| 56      | Lot 410 m na północ                                                                                           |
| 57      | Lot 217 m na północ                                                                                           |
| 58      | Lot 174 m na północny zachód                                                                                  |
| 59      | Lot w górę na 20 m; rekord wysokości                                                                          |
| 60      | Lot 340 m na północny zachód; rekord prędkości – 8 m/s                                                        |
| 61      | Lot w górę; rekord wysokości – 24 m                                                                           |
| 62      | Lot 268 m; rekord prędkości – 10 m/s                                                                          |
| 63      | Lot 579 m na południowy zachód                                                                                |
| 64      | Lot 411 m na północny zachód                                                                                  |
| 65      | Lot 7 m na południowy zachód                                                                                  |
| 66      | Lot pionowo do góry na 3 metry; pierwszy lot na drugi sol                                                     |
| 67      | Lot 393 m na północny wschód i z powrotem                                                                     |
| 68      | Lot 702 m na północny wschód i z powrotem                                                                     |
| 69      | Lot 705 m na północny wschód i z powrotem; rekord przebytej odległości                                        |
| 70      | Lot 260 m na wschód i z powrotem                                                                              |
| 71      | Lot w górę na 12 m                                                                                            |
| 72      | Lot w górę na 12 m; Ostatni lot                                                                               |

## Misje uzupełniające oraz przyszłe koncepcje
Na chwilę obecną nie przewiduje się wysłania na Marsa kolejnych laboratoriów naukowych klasy Curiosity lub Perseverance. Finansowanie projektów marsjańskich zostało zamrożone na poziomie umożliwiającym jedynie realizację zwrotu próbek z Marsa.

### Sample Return Helicopter

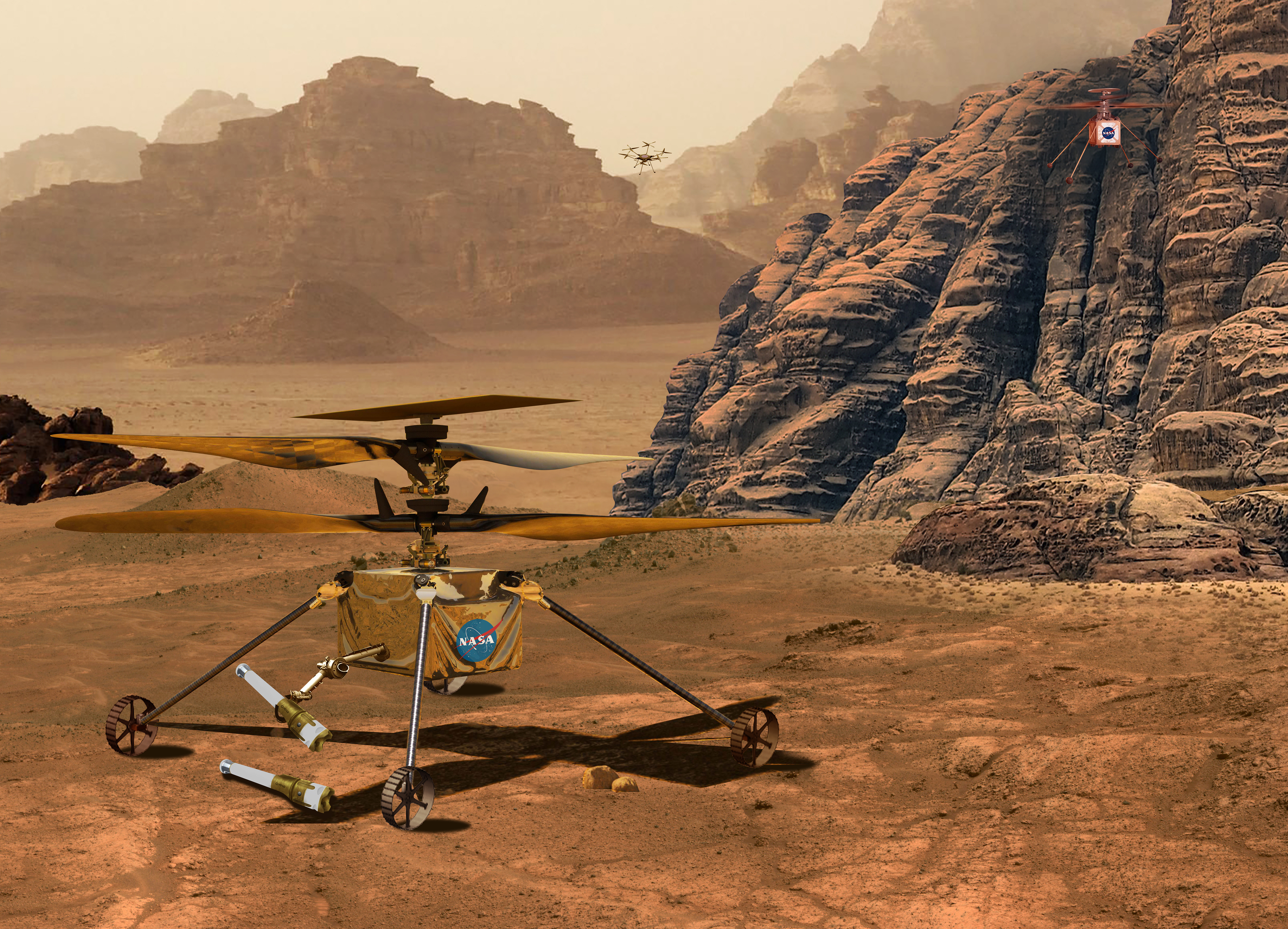
Sample Return Helicopter bazowany na Ingenuity

W marcu 2022 roku inżynierowie AeroVironment, którzy wcześniej stworzyli Ingenuity, przedstawili koncepcję śmigłowca o udźwigu 280 gramów bazującego na technologii wiropłatu Ingenuity. Małe ramię manipulatora o wadze 90 gramów z chwytakiem i samobieżnym podwoziem umożliwiają wykorzystanie tego typu pojazdów do transportu pojemników na próbki, które zostały rozrzucone przez łazik Perseverance.
Podczas konferencji NASA w dniu 15 września 2022 roku Laurie Gleizes, dyrektorka NASA Science Mission Directorate, potwierdziła zamiar wykorzystania dwóch takich helikopterów.
Wybór konstrukcji Ingenuity jako podstawy projektowej wynikał z imponującego marginesu bezpieczeństwa, jaki zapewnili mu projektanci AeroVironment. W założeniu nawet ograniczenie do 100 lądowań pozwala na przetransportowanie wszystkich 43 pojemników z próbkami. Helikoptery byłyby zdolne do przenoszenia niewielkich ładunków.

### MAGGIE
MAGGIE (Mars Aerial and Ground Global Intelligent Explorer) to projekt statku powietrznego, który został zaproponowany w ramach selekcji NASA Innovative Advanced Concepts w 2024 roku.